# Abi Elphinstone
Abi Elphinstone   (1984) és una escriptora escocesa de literatura infantil i juvenil.

## Trajectòria
Elphinstone va créixer prop d'Edzell, a Angus, Escòcia. És la més gran de quatre germans. Va anar a l'escola primària de Stracathro i a l'escola de secundària de St Andrews. Després va anar a la Universitat de Bristol per estudiar literatura anglesa. Abans d'exercir com a escriptora a temps complet, Elphinstone va treballar com a professora en diverses escoles de secundària a Anglaterra i Tanzània.
El seu primer llibre, The Dreamsnatcher, es va publicar el 2015. Des de llavors, ha publicat tretze novel·les més, i totes han arribat a les llistes de més venuts al Regne Unit, com ara Sky Song, Saving Neverland i la sèrie Ember Spark.
Elphinstone està casada, té tres fills i viu a Escòcia. És administradora de l'organització benèfica Lamp of Lothian i treballa regularment per a organitzacions benèfiques d'alfabetització a tot el Regne Unit.

## Obra
- The Dreamsnatcher (2015)
- The Shadow Keeper (2016)
- The Night Spinner (2017)
- Sky Song (2018)
- Everdark (2019)
- Rumblestar (2019)
- Jungledrop (2020)
- The Crackledawn Dragon (2021)
- The Snow Dragon (2022)
- Saving Neverland (2023)
- The Frost Goblin (2023)
- Ember Spark & The Thunder of Dragons (2024)
- Ember Spark & The Frost Phoenix (2024)
- Ember Spark & The Unicorn's Secret (2025)